# Kleinschmidt-papagájamandina
A Kleinschmidt-papagájamandina vagy halványcsőrű papagájamandina (Erythrura kleinschmidti) a madarak osztályának a verébalakúak (Passeriformes) rendjébe, ezen belül a díszpintyfélék (Estrildidae) családjába tartozó faj.

## Rendszerezése
A fajt Otto Finsch német biológus és ornitológus írta le 1848-ban, az Amblynura nembe  Amblynura kleinschmidti néven. Tudományos faji nevét felfedezőjéről, Theodore Kleinschmidtről kapta.

## Előfordulása
Egyedül Fidzsi-szigetekhez tartozó Viti Levu szigetén honos. Természetes élőhelyei a szubtrópusi és trópusi síkvidéki esőerdők, valamint ültetvények. Állandó, nem vonuló faj.

## Megjelenése
Testhossza 11 centiméter. Szokatlanul erős, halvány rózsaszín csőre és fekete álarcszerű foltja van az arcrészén. Tollazatának nagy része zöld színű, feje teteje viszont kék, farkcsíkja piros, rövid farka pedig fekete.

## Életmódja
Kisebb csapatban a fákon, bokrokon vagy a talajon keresgéli magvakból és rovarokból álló táplálékát.
Gyakorlatilag kihaltnak vélték, de néhány éve német tudósok láttak több példányt.

## Szaporodása
Az esőerdő szélén, nagy magasságban, kis ágvillában építi gömbölyű fészkét.

## Természetvédelmi helyzete
Az elterjedési területe kicsi, egyedszáma 2500-9999 példány közötti és csökken. A Természetvédelmi Világszövetség Vörös listáján sebezhető fajként szerepel.